# ناهورانی (ناحیه ناخود)
ناهورانی (به چکی: Nahořany) یک منطقهٔ مسکونی در جمهوری چک است که در ناحیه ناخود واقع شده‌است.